# Karlsruher Sport-Club Mühlburg-Phönix 2019-2020
Questa voce raccoglie le informazioni riguardanti il Karlsruher Sport-Club Mühlburg-Phönix nelle competizioni ufficiali della stagione 2019-2020.

## Stagione
Nella stagione 2019-2020 il Karlsruhe, allenato da Alois Schwartz e Christian Eichner, concluse il campionato di 2. Bundesliga al 15º posto. In Coppa di Germania il Karlsruhe fu eliminato agli ottavi di finale dal Saarbrücken.

## Rosa
| N. |                     | Ruolo | Calciatore      |
| -- | ------------------- | ----- | --------------- |
| 1  | Germania (bandiera) | P     | Benjamin Uphoff |
| 2  | Turchia (bandiera)  | C     | Burak Çamoğlu   |
| 3  | Giamaica (bandiera) | D     | Daniel Gordon   |
| 4  | Germania (bandiera) | C     | Lukas Fröde     |
| 5  | Germania (bandiera) | D     | David Pisot     |
| 6  | Germania (bandiera) | D     | Damian Roßbach  |
| 7  | Germania (bandiera) | C     | Marc Lorenz     |
| 8  | Germania (bandiera) | C     | Manuel Stiefler |
| 10 | Germania (bandiera) | C     | Marvin Wanitzek |
| 11 | Germania (bandiera) | A     | Martin Röser    |
| 17 | Austria (bandiera)  | A     | Marco Djuričin  |
| 18 | Germania (bandiera) | C     | Justin Möbius   |
| 19 | Germania (bandiera) | A     | Dominik Kother  |
| 20 | Germania (bandiera) | D     | Alexander Groiß |
| 21 | Germania (bandiera) | D     | Marco Thiede    |

| N. |                          | Ruolo | Calciatore       |
| -- | ------------------------ | ----- | ---------------- |
| 22 | Austria (bandiera)       | D     | Christoph Kobald |
| 23 | Lussemburgo (bandiera)   | D     | Dirk Carlson     |
| 24 | Senegal (bandiera)       | A     | Babacar Gueye    |
| 25 | Germania (bandiera)      | C     | Janis Hanek      |
| 26 | Germania (bandiera)      | C     | Jérôme Gondorf   |
| 27 | Austria (bandiera)       | A     | Lukas Grozurek   |
| 28 | Germania (bandiera)      | P     | Sven Müller      |
| 29 | Austria (bandiera)       | P     | Mario Schragl    |
| 30 | Germania (bandiera)      | A     | Anton Fink       |
| 32 | Tunisia (bandiera)       | C     | Änis Ben-Hatira  |
| 33 | Germania (bandiera)      | A     | Philipp Hofmann  |
| 35 | Germania (bandiera)      | P     | Marius Gersbeck  |
| 36 | Germania (bandiera)      | C     | David Trivunić   |
| 37 | Corea del Sud (bandiera) | C     | Choi Kyoung-rok  |
| 39 | Germania (bandiera)      | D     | Marlon Dinger    |

## Organigramma societario
Area tecnica
- Allenatore: Christian Eichner
- Allenatore in seconda: Zlatan Bajramović
- Preparatore dei portieri: Markus Miller
- Preparatori atletici: Florian Böckler

## Calciomercato

### Sessione estiva
| Acquisti | Acquisti            | Acquisti               | Acquisti |
| R.       | Nome                | da                     | Modalità |
| -------- | ------------------- | ---------------------- | -------- |
| A        | Lukas Grozurek      | Sturm Graz             |          |
| D        | Dirk Carlson        | Grasshoppers II        |          |
| A        | Marco Djuričin      | Grasshoppers           |          |
| C        | Lukas Fröde         | Duisburg               |          |
| P        | Marius Gersbeck     | Hertha Berlino         |          |
| A        | Philipp Hofmann     | Eintracht Braunschweig |          |
| A        | Dominik Kother      | Karlsruhe U19          |          |
| C        | Alexander Siebeck   | Wr. Neustädter         |          |
| A        | Valentino Vujinović | FSV Francoforte        |          |

| Cessioni | Cessioni            | Cessioni        | Cessioni |
| R.       | Nome                | a               | Modalità |
| -------- | ------------------- | --------------- | -------- |
| A        | Valentino Vujinović | Differdange 03  |          |
| C        | Alexander Siebeck   | Berliner AK 07  |          |
| D        | Tim Kircher         | Carl Zeiss Jena |          |
| D        | Martin Stoll        | Karlsruhe U17   |          |
| D        | Marin Šverko        | Magonza II      |          |

### Sessione invernale
| Acquisti | Acquisti       | Acquisti  | Acquisti |
| R.       | Nome           | da        | Modalità |
| -------- | -------------- | --------- | -------- |
| A        | Babacar Gueye  | Paderborn |          |
| C        | Jérôme Gondorf | Friburgo  |          |

| Cessioni | Cessioni      | Cessioni               | Cessioni |
| R.       | Nome          | a                      | Modalità |
| -------- | ------------- | ---------------------- | -------- |
| A        | Saliou Sané   | Kickers Würzburg       |          |
| A        | Marvin Pourié | Eintracht Braunschweig |          |
| A        | Malik Batmaz  | Stoccarda II           |          |

## Risultati

### 2. Bundesliga

#### Girone di andata
| Arbitro: | Dingert |

|            |           |                        |
| Kyereh 90’ | Marcatori | 15’ Pourié 61’ Hofmann |

| Arbitro: | Willenborg |

|                                                 |           |                      |
| Hofmann 45’, 67’ Burnić 60’ (aut.) Stiefler 80’ | Marcatori | 45’ Horvath 90’ Koné |

| Arbitro: | Stegemann |

|              |           |              |
| Lee 45’, 64’ | Marcatori | 17’ Grozurek |

| Arbitro: | Storks |

|                        |           |                                                 |
| Gordon 76’ Hofmann 88’ | Marcatori | 16’ (rig.) Hinterseer 34’, 67’ Kittel 90’ Jairo |

| Arbitro: | Bacher |

|                                      |           |  |
| Álvarez 22’, 48’ (rig.) van Aken 80’ | Marcatori |  |

| Arbitro: | Zwayer |

|              |           |  |
| Stiefler 57’ | Marcatori |  |

| Arbitro: | Fritz |

|                 |           |              |
| Geis 24’ (rig.) | Marcatori | 40’ Stiefler |

| Arbitro: | Dankert |

|             |           |                 |
| Hofmann 21’ | Marcatori | 54’ Schnatterer |

| Arbitro: | Brych |

|          |           |            |
| Đumić 7’ | Marcatori | 9’ Hofmann |

| Arbitro: | Winter |

|                                        |           |                              |
| Decarli 10’ Blum 29’ (rig.) Gamboa 31’ | Marcatori | 8’ Hofmann 21’ Choi 90’ Fink |

| Arbitro: | Winkmann |

|                                    |           |                                     |
| Wanitzek 8’ (rig.) Gordon 76’, 90’ | Marcatori | 6’, 90’ Weydandt 43’ (rig.) Ducksch |

| Arbitro: | Günsch |

|                                    |           |                       |
| Diamantakos 50’ (rig.), 61’ (rig.) | Marcatori | 85’ Lorenz 90’ Pourié |

| Arbitro: | Waschitzki-Günther |

|          |           |                |
| Fink 64’ | Marcatori | 7’ Hochscheidt |

| Arbitro: | Stieler |

|                                       |           |  |
| Förster 60’ Mangala 75’ Ghaddioui 90’ | Marcatori |  |

| Arbitro: | Aarnink |

|                                        |           |                |
| Fink 17’ Hofmann 21’, 56’ Wanitzek 90’ | Marcatori | 70’ Besuschkow |

| Arbitro: | Petersen |

|                                |           |                         |
| Klos 81’ (rig.) Edmundsson 90’ | Marcatori | 25’ Lorenz 90’ Wanitzek |

| Arbitro: | Storks |

|             |           |                                                          |
| Hofmann 26’ | Marcatori | 19’ Hrgota 29’ Mohr 61’ Jaeckel 77’ Nielsen 90’ Leweling |

#### Girone di ritorno
| Arbitro: | Hartmann |

|  |           |           |
|  | Marcatori | 69’ Knöll |

| Arbitro: | Kampka |

|                |           |  |
| Terrazzino 38’ | Marcatori |  |

| Arbitro: | Pfeifer |

|  |           |                      |
|  | Marcatori | 26’ Reese 31’ Porath |

| Arbitro: | Dankert |

|                     |           |  |
| Hinterseer 67’, 81’ | Marcatori |  |

| Arbitro: | Badstübner |

|             |           |             |
| Hofmann 45’ | Marcatori | 90’ Álvarez |

| Arbitro: | Petersen |

|  |           |                            |
|  | Marcatori | 12’ Gondorf 22’ Ben-Hatira |

| Arbitro: | Günsch |

|  |           |           |
|  | Marcatori | 74’ Erras |

| Arbitro: | Dingert |

|                                       |           |            |
| Kerschbaumer 22’ Kleindienst 37’, 45’ | Marcatori | 54’ Kobald |

| Arbitro: | Jöllenbeck |

|                          |           |  |
| Hofmann 66’ Wanitzek 90’ | Marcatori |  |

| Karlsruhe 24 maggio 2020, ore 13:30 CEST 27ª giornata | Karlsruhe | 0 – 0 referto | Bochum | Wildparkstadion (0 spett.)\| Arbitro: \| Welz \| |
| Arbitro:                                              | Welz      |               |        |                                                  |

| Arbitro: | Siewer |

|          |           |             |
| Prib 47’ | Marcatori | 69’ Hofmann |

| Arbitro: | Schmidt |

|             |           |                 |
| Gondorf 57’ | Marcatori | 55’ Diamantakos |

| Arbitro: | Siebert |

|           |           |  |
| Krüger 9’ | Marcatori |  |

| Arbitro: | Gerach |

|                       |           |                     |
| Wanitzek 7’ Fröde 72’ | Marcatori | 35’ (rig.) González |

| Arbitro: | Cortus |

|                         |           |           |
| Wekesser 42’ Stolze 62’ | Marcatori | 77’ Gueye |

| Arbitro: | Brand |

|                                     |           |                                      |
| Hofmann 24’, 70’ (rig.), 88’ (rig.) | Marcatori | 3’ Hartel 10’ Klos 20’ (aut.) Kobald |

| Arbitro: | Fritz |

|               |           |                               |
| Keita-Ruel 2’ | Marcatori | 21’ Kother 61’ (rig.) Hofmann |

### Coppa di Germania
| Arbitro: | Cortus |

|                                  |           |  |
| Grozurek 53’ Wanitzek 61’ (rig.) | Marcatori |  |

| Arbitro: | Badstübner |

|  |           |             |
|  | Marcatori | 85’ Hofmann |

| Arbitro: | Storks |

|                                     |                      |                                 |
| Zellner Golley Zeitz Miotke Schorch | Tiri di rigore 5 – 3 | Hofmann Djuričin Pisot Wanitzek |

## Statistiche

### Statistiche di squadra
| Competizione      | Punti | In casa | In casa | In casa | In casa | In casa | In casa | In trasferta | In trasferta | In trasferta | In trasferta | In trasferta | In trasferta | Totale | Totale | Totale | Totale | Totale | Totale | DR  |
| Competizione      | Punti | G       | V       | N       | P       | Gf      | Gs      | G            | V            | N            | P            | Gf           | Gs           | G      | V      | N      | P      | Gf     | Gs     | DR  |
| ----------------- | ----- | ------- | ------- | ------- | ------- | ------- | ------- | ------------ | ------------ | ------------ | ------------ | ------------ | ------------ | ------ | ------ | ------ | ------ | ------ | ------ | --- |
| 2. Bundesliga     | 37    | 17      | 5       | 7       | 5       | 26      | 27      | 17           | 3            | 6            | 8            | 19           | 29           | 34     | 8      | 13     | 13     | 45     | 56     | -11 |
| Coppa di Germania | -     | 1       | 1       | 0       | 0       | 2       | 0       | 2            | 1            | 1            | 0            | 1            | 0            | 3      | 2      | 1      | 0      | 3      | 0      | +3  |
| Totale            | 37    | 18      | 6       | 7       | 5       | 28      | 27      | 19           | 4            | 7            | 8            | 20           | 29           | 37     | 10     | 14     | 13     | 48     | 56     | -8  |

### Andamento in campionato
| Giornata  | 1 | 2 | 3 | 4 | 5  | 6 | 7 | 8 | 9 | 10 | 11 | 12 | 13 | 14 | 15 | 16 | 17 | 18 | 19 | 20 | 21 | 22 | 23 | 24 | 25 | 26 | 27 | 28 | 29 | 30 | 31 | 32 | 33 | 34 |
| --------- | - | - | - | - | -- | - | - | - | - | -- | -- | -- | -- | -- | -- | -- | -- | -- | -- | -- | -- | -- | -- | -- | -- | -- | -- | -- | -- | -- | -- | -- | -- | -- |
| Luogo     | T | C | T | C | T  | C | T | C | T | T  | C  | T  | C  | T  | C  | T  | C  | C  | T  | C  | T  | C  | T  | C  | T  | C  | C  | T  | C  | T  | C  | T  | C  | T  |
| Risultato | V | V | P | P | P  | V | N | N | N | N  | N  | N  | N  | P  | V  | N  | P  | P  | P  | P  | P  | N  | V  | P  | P  | V  | N  | N  | N  | P  | V  | P  | N  | V  |
| Posizione | 4 | 1 | 4 | 8 | 10 | 8 | 9 | 9 | 9 | 10 | 9  | 8  | 10 | 12 | 10 | 11 | 13 | 15 | 15 | 17 | 17 | 16 | 16 | 16 | 17 | 17 | 16 | 16 | 16 | 16 | 15 | 16 | 16 | 15 |

Legenda:

Luogo: C = Casa; T = Trasferta. Risultato: V = Vittoria; N = Pareggio; P = Sconfitta.

### Statistiche dei giocatori
| Giocatore     | 2. Bundesliga | 2. Bundesliga | 2. Bundesliga | 2. Bundesliga | Coppa di Germania | Coppa di Germania | Coppa di Germania | Coppa di Germania | Totale   | Totale | Totale      | Totale     |
| Giocatore     | Presenze      | Reti          | Ammonizioni   | Espulsioni    | Presenze          | Reti              | Ammonizioni       | Espulsioni        | Presenze | Reti   | Ammonizioni | Espulsioni |
| ------------- | ------------- | ------------- | ------------- | ------------- | ----------------- | ----------------- | ----------------- | ----------------- | -------- | ------ | ----------- | ---------- |
| M. Batmaz     | 0             | 0             | 0             | 0             | 0                 | 0                 | 0                 | 0                 | 0        | 0      | 0           | 0          |
| Ä. Ben-Hatira | 11            | 1             | 1             | 1             | 0                 | 0                 | 0                 | 0                 | 11       | 1      | 1           | 1          |
| D. Carlson    | 18            | 0             | 4             | 0             | 0                 | 0                 | 0                 | 0                 | 18       | 0      | 4           | 0          |
| K. Choi       | 7             | 1             | 1             | 0             | 1                 | 0                 | 0                 | 0                 | 8        | 1      | 1           | 0          |
| M. Dinger     | 0             | 0             | 0             | 0             | 0                 | 0                 | 0                 | 0                 | 0        | 0      | 0           | 0          |
| M. Djuričin   | 17            | 0             | 2             | 0             | 2                 | 0                 | 0                 | 0                 | 19       | 0      | 2           | 0          |
| A. Fink       | 22            | 3             | 0             | 0             | 2                 | 0                 | 0                 | 0                 | 24       | 3      | 0           | 0          |
| L. Fröde      | 25            | 1             | 7             | 1             | 2                 | 0                 | 0                 | 0                 | 27       | 1      | 7           | 1          |
| M. Gersbeck   | 0             | 0             | 0             | 0             | 2                 | 0                 | 0                 | 0                 | 2        | 0      | 0           | 0          |
| J. Gondorf    | 15            | 2             | 7             | 0             | 1                 | 0                 | 0                 | 0                 | 16       | 2      | 7           | 0          |
| D. Gordon     | 33            | 3             | 8             | 0             | 3                 | 0                 | 0                 | 0                 | 36       | 3      | 8           | 0          |
| A. Groiß      | 12            | 0             | 3             | 0             | 0                 | 0                 | 0                 | 0                 | 12       | 0      | 3           | 0          |
| L. Grozurek   | 18            | 1             | 2             | 0             | 2                 | 1                 | 1                 | 0                 | 20       | 2      | 3           | 0          |
| B. Gueye      | 9             | 1             | 1             | 0             | 0                 | 0                 | 0                 | 0                 | 9        | 1      | 1           | 0          |
| J. Hanek      | 0             | 0             | 0             | 0             | 0                 | 0                 | 0                 | 0                 | 0        | 0      | 0           | 0          |
| P. Hofmann    | 33            | 17            | 5             | 0             | 3                 | 1                 | 0                 | 0                 | 36       | 18     | 5           | 0          |
| T. Kircher    | 0             | 0             | 0             | 0             | 0                 | 0                 | 0                 | 0                 | 0        | 0      | 0           | 0          |
| C. Kobald     | 16            | 1             | 5             | 0             | 2                 | 0                 | 0                 | 0                 | 18       | 1      | 5           | 0          |
| D. Kother     | 7             | 1             | 0             | 0             | 1                 | 0                 | 1                 | 0                 | 8        | 1      | 1           | 0          |
| M. Lorenz     | 29            | 2             | 5             | 0             | 3                 | 0                 | 1                 | 0                 | 32       | 2      | 6           | 0          |
| P. Löhr       | 0             | 0             | 0             | 0             | 0                 | 0                 | 0                 | 0                 | 0        | 0      | 0           | 0          |
| J. Möbius     | 0             | 0             | 0             | 0             | 0                 | 0                 | 0                 | 0                 | 0        | 0      | 0           | 0          |
| S. Müller     | 0             | 0             | 0             | 0             | 0                 | 0                 | 0                 | 0                 | 0        | 0      | 0           | 0          |
| D. Pisot      | 30            | 0             | 2             | 0             | 3                 | 0                 | 0                 | 0                 | 33       | 0      | 2           | 0          |
| M. Pourié     | 16            | 2             | 1             | 0             | 1                 | 0                 | 0                 | 0                 | 17       | 2      | 1           | 0          |
| D. Roßbach    | 23            | 0             | 4             | 1             | 3                 | 0                 | 1                 | 0                 | 26       | 0      | 5           | 1          |
| M. Röser      | 5             | 0             | 0             | 0             | 0                 | 0                 | 0                 | 0                 | 5        | 0      | 0           | 0          |
| S. Sané       | 1             | 0             | 0             | 0             | 0                 | 0                 | 0                 | 0                 | 1        | 0      | 0           | 0          |
| M. Schragl    | 0             | 0             | 0             | 0             | 0                 | 0                 | 0                 | 0                 | 0        | 0      | 0           | 0          |
| M. Stiefler   | 27            | 3             | 6             | 0             | 2                 | 0                 | 2                 | 0                 | 29       | 3      | 8           | 0          |
| M. Thiede     | 28            | 0             | 3             | 0             | 2                 | 0                 | 0                 | 0                 | 30       | 0      | 3           | 0          |
| D. Trivunić   | 0             | 0             | 0             | 0             | 0                 | 0                 | 0                 | 0                 | 0        | 0      | 0           | 0          |
| B. Uphoff     | 34            | 0             | 0             | 0             | 1                 | 0                 | 0                 | 0                 | 35       | 0      | 0           | 0          |
| M. Wanitzek   | 34            | 5             | 3             | 0             | 3                 | 1                 | 0                 | 0                 | 37       | 6      | 3           | 0          |
| B. Çamoğlu    | 14            | 0             | 1             | 0             | 2                 | 0                 | 0                 | 0                 | 16       | 0      | 1           | 0          |